# Frullania perocellata
Frullania perocellata là một loài Rêu trong họ Jubulaceae. Loài này được Onr. mô tả khoa học đầu tiên năm 1978.